# Eustrotia perirrorata
Eustrotia perirrorata är en fjärilsart som beskrevs av George Francis Hampson 1918. Eustrotia perirrorata ingår i släktet Eustrotia och familjen nattflyn. Inga underarter finns listade i Catalogue of Life.